# Calathea littoralis
Calathea littoralis là một loài thực vật có hoa trong họ Marantaceae. Loài này được (Ledeb. ex Sweet) Körn. mô tả khoa học đầu tiên năm 1858.